# Parafia Trójcy Przenajświętszej w Dziadkowicach
Parafia pw. Trójcy Przenajświętszej w Dziadkowicach – rzymskokatolicka parafia należąca do dekanatu siemiatyckiego, diecezji drohiczyńskiej, metropolii białostockiej. Erygowana 4 marca 1431.

## Historia

### Historia do I poł. XIX wieku
Pierwszy kościół parafialny został wybudowany w 1431 roku,  a jego fundatorami byli Stefan z Oczyc oraz Piotr z Dziadkowic. Dzięki nim 4 marca 1431 roku parafia zyskała 3 włóki ziemi, plac, ogrody oraz budynki. Pierwszym plebanem w historii parafii był ks. Jakub Chodowa.
Kolejnym istotnym wydarzeniem po budowie kościoła, było potwierdzenie dotychczasowych przywilejów, nadań oraz dziesięciny 15 czerwca 1526 roku przez Pawła Algimunta - księcia Holszańskiego.
W 1657 roku w trakcie potopu szwedzkiego kościół został spalony przez wojska Jerzego Rakoczego II, księcia Siedmiogrodu. W 1680 roku parafia była wizytowana przez ks. Stanisława z Bedlna który zobowiązał  ks. Wojciecha Kluzińskiego do zbudowania nowej świątyni. Kościół zbudowany w 1702 roku po prawie stu latach, został rozebrany z powodu złego stanu budynku.
Obecny, kościół Trójcy Przenajświętszej pochodzący z 1802 roku, został ufundowany przez miejscową szlachtę oraz proboszcza parafii.

### Historia po powstaniu styczniowym
9 stycznia 1867 roku, po bitwie siemiatyckiej, na  rozkaz gen. Konstantego von Kaufmana, kościół został zamknięty w ramach represji popowstaniowych, ponieważ księża z parafii byli podejrzewani o pomoc powstańcom. Majątek parafii został przekazany cerkwi prawosławnej.
Podczas I wojny światowej ściana kościoła została zburzona, a po zakończeniu wojny i odzyskaniu niepodległości przez Polskę, świątynia w takim stanie została zwrócona katolikom. Jednak już po paru latach za pomocą parafian, świątynia została odbudowana i przez mieszkańców do dziś jest nazywana „kościołem zbudowanym z gruzów”.

## Obszar parafii

### Miejscowości i ulice
W granicach parafii znajdują się miejscowości:

- Biszewo,
- Brzeziny,
- Dziadkowice,
- Kąty,
- Korzeniówka,
- Lipiny,
- Malinowo,
- Piotrowo-Krzywokoły,
- Piotrowo-Trojany,
- Siekluki,
- Tołwin,
- Wiercień Duży,
- Wiercień Mały,
- Wojeniec,
- Zaręby,
- Żurobice